# Stelis millenaria
Stelis millenaria är en orkidéart som beskrevs av Carlyle August Luer. Stelis millenaria ingår i släktet Stelis och familjen orkidéer. Inga underarter finns listade i Catalogue of Life.